# Inundaciones en Buenos Aires de 2025
Las inundaciones en Buenos Aires de mayo de 2025 también llamado como el temporal de Buenos Aires de 2025 fue un evento meteorológico extremo que afecto a la Ciudad Autónoma de Buenos Aires (CABA) y a gran parte del Área Metropolitana de Buenos Aires (AMBA) desde el 16 de mayo de 2025 hasta el 18 de mayo de 2025. El evento dejó 4 fallecidos y 1 desaparecido hasta la fecha en la provincia de Buenos Aires, mientras tanto el mismo sistema de tormentas provocó 3 víctimas fatales en Entre Ríos a causa de un naufragio y otras 3 muertes en las provincias de Córdoba y Santa Fé por derrumbes a causa del intenso temporal de viento.
Estas se trataron de una serie de tormentas intensas con fuertes precipitaciones, granizo, actividad eléctrica, vientos y un brusco descenso de temperatura, que provocaron graves aniegos, daños materiales, evacuaciones masivas y a la declaración de un estado generalizado de emergencia.

## Acontecimientos
Las precipitaciones comenzaron en la madrugada del viernes 16 de mayo, intensificándose progresivamente a lo largo del día. Durante más de 24 horas, las lluvias no cesaron, provocando anegamientos severos en calles, inundaciones en barrios enteros y la interrupción de servicios básicos. Según datos oficiales, no se registraba un volumen de lluvia tan alto en el mes de mayo desde hacía 40 años, siendo incluso mayor a las que ocasionaron las inundaciones en La Plata de 2013 y las inundaciones en Bahía Blanca en marzo de este mismo año.
El sábado 17 de mayo, alrededor de las 17:50 horas, se reportó la caída de granizo en distintos barrios de la Ciudad de Buenos Aires, fenómeno que sorprendió a los vecinos en medio del temporal. El Servicio Meteorológico Nacional (SMN) emitió alertas de nivel naranja y posteriormente nivel rojo en algunas zonas, advirtiendo sobre tormentas localizadas con granizo, actividad eléctrica intensa y ráfagas de viento.
Para la noche del sábado, entre las 20 y las 23 horas, ocurrió una nueva línea de tormentas asociada al paso de un frente frío, lo cual provocaría un marcado descenso de temperatura.

## Consecuencias
Las intensas lluvias provocaron inundaciones en barrios del conurbano bonaerense y en la Ciudad de Buenos Aires. Miles de personas deben fueron evacuadas, y muchas calles quedan completamente anegadas. Se registraron vehículos varados, colectivos escolares atrapados y serios trastornos en el tránsito, especialmente en zonas como la Ruta 9 y la Ruta 8, que quedaron colapsadas.
Las tareas de rescate incluyeron no solo a personas, sino también a animales domésticos atrapados por el agua. En zonas cercanas al río, el agua alcanza una profundidad de más de 1,5 metros, dificultando las maniobras incluso para embarcaciones de rescate. Equipos de emergencia y voluntarios trabajan contrarreloj para llegar a las zonas más críticas. En la Ruta 9 a la altura de Zárate, vecinos debieron autoevacuarse usando botes y sogas ante la falta de respuesta inmediata por parte de las fuerzas de seguridad, como queda registrado en videos difundidos por medios nacionales.
La ministra de Seguridad, Patricia Bullrich, recorrió las zonas afectadas y brinda declaraciones desde la colectora de la Ruta 9. Afirmó que las prioridades están puestas en liberar la ruta y garantizar la evacuación de niños varados en colectivos escolares, que llevan horas sin acceso a agua ni alimentos. De igual manera, otras carreteras rumbo a Córdoba fueron cerradas.

### Impacto Económico
Según un informe del Banco Mundial, las inundaciones representan el desastre climático de mayor impacto económico en la historia de Argentina. Se estima que las pérdidas económicas anuales por inundaciones oscilan entre USD 1000 millones y USD 1400 millones, sin contar los efectos indirectos sobre el bienestar de la población.
Además, el impacto en la agricultura es significativo. En el norte de la provincia de Buenos Aires, una región clave para la producción agrícola del país, las intensas lluvias han causado graves inundaciones, con acumulados de hasta 260 milímetros en algunas localidades como San Antonio de Areco. Estas precipitaciones han obligado a la evacuación de miles de personas en ciudades como Zárate y Arrecifes, y han generado interrupciones en rutas, afectando las actividades productivas y comerciales.

### Suspensión de partidos
La Asociación del Fútbol Argentino (AFA) confirmó la suspensión de varios partidos de futbol por la Primera B Nacional, a excepción de 3 los cuales serían: Estudiantes de Río Cuarto vs. Chaco For Ever, San Martín de Tucumán vs. Racing de Córdoba y el de Tristán Suárez vs. Atlanta. Horas después esta cifra aumento, sumándole el hecho de que partidos de la Primera C también fueron suspendidos. Algunos partidos de divisiones juveniles de rugby también fueron postergados por el temporal.

### Muertos
El temporal dejó 4 fallecidos confirmados hasta la fecha, en la que dos de los fallecimientos se produjeron en la localidad de Rojas, otro ocurrió en la ruta provincial 41 entre las localidades de San Antonio de Areco y Baradero, a poco más de 100 kilómetros de la ciudad de Buenos Aires y el último en el arroyo Las Piedras, ubicado en localidad bonaerense de Bernal.